# Sigma (guitarra)
A empresa fabricante de violões C.F. Martin & Co., instalada em Nazareth, Pensilvânia, criou uma linha de violões de menor custo em 1970 para competir com o número crescente de guitarras importadas do Japão e demais países. O resultado foi a Sigma Guitars.
A linha Sigma foi descontinuada pela C.F. Martin & Co. em 2007.
Em 2011 a Companhia alemã "AMI Musical Instruments GmbH" comprou os direitos do nome e relançou a Sigma Guitars, desta vez fabricada na China.

## História
A construção inicial foi no Japão por diversas fábricas de 1970 até 1983.
Os primeiros Sigmas eram tipicamente violões Dreadnought (Folk), apesar de que a série Grand Concert (GCS) e modelos clássicos foram também produzidos no começo dos anos 70 adiante. Os modelos Dreadnought DM-5 e DR-7 são os mais comuns dos primeiros violões Sigma até o final dos anos 70. "D" para Dreadnought, "R" para rosewood, "M" para mahogany, e o número denotando o nível da madeira, 5, 7, 9, 11, 15.
A construção foi transferida do Japão (1970–83), para a Coréia (1984-93/94), e finalmente Taiwan (1993–2007).
Em 1980, designações de modelos foram adicionadas para aproveitar os números de modelos da Martin: DM-18, DM-19, DR-28, DR-28H, DR-35, DR-41, e DR-45. Os DM-5 e DR-7, incluindo alguns outros modelos anteriores continuaram sendo produzidos nesse período também.
Logos no Headstock
Violões Sigma fabricados no Japão desde 1970 até 1983.
Os primeiros modelos dos anos 70 (1970-1975) podem ser identificados pelo logo no headstock consistindo na palavra SIGMA abaixo do símbolo Σ (a letra grega sigma), em madrepérola. O símbolo sigma é comumente descrito como a "letra M de lado".
É interessante que ao tocar um violão Sigma a "letra M de lado" fica deitada, sugerindo "M" de Martin.
Do meio dos anos 70 (cerca de 1976) o design do logo no headstock mudou para um decalque dourado "estilo Martin" escrito "Sigma Guitars" com "Est. 1970" em baixo em uma fonte estilo bloco.
Como é tradição em instrumentos clássicos, violões clássicos Sigma não possuem logo no headstock, e é necessário confiar na etiqueta interna para a identificação.
Etiquetas e marcas
Os instrumentos Sigma fabricados no Japão desde 1970 até 1979 utilizavam uma etiqueta de papel para identificar modelo e número de série do instrumento. Os modelos mais antigos tinham uma etiqueta interna de papel em preto-e-branco apresentando o número do modelo e número de série. Os subsequentes (cerca de 1972 adiante) tinham etiquetas brancas com letras douradas e com uma borda, geralmente avermelhada ou púrpura. Todo o restante do texto era impresso em tinta preta, ou estampado em tinta pelo fabricante (modelo e número de série).
De 1980 até 1983, o final da produção japonesa, o suporte central é estampado com pressão, ou "marcado" em formato de bola de futebol americano com as escritas Sigma Guitars/Made in Japan/For/C.F. Martin & Co. seguido de uma estampa em tinta do número do modelo, e após o número de série associado ao instrumento. (como visto pela boca do instrumento: número de série, "Marca," número do modelo).
Os primeiros violões coreanos apresentam essa mesma marca, apenas com Made in Korea no lugar de "Made in Japan".
Números de série
Os números de série da Sigma não fornecem uma indicação do ano em que um modelo em particular foi construído. Isto pode se dar ao fato de que eles eram feitos em diversas fábricas japonesas ao mesmo tempo, sem coordenação no sistema de numeração. Entretanto, enquanto alguns modelos permaneceram em toda a produção desde 1970 até 1983, outros não, e foram oferecidos por um número limitado de anos, então as datas de construção de alguns modelos podem ser reduzidas a um limite razoável.
Por exemplo, números de série nos primeiros DR-7 começam com números de 4 dígitos até 5 dígitos. Conforme afirmado por um dono de um Sigma DR-7: "Eu tenho um velho violão Sigma DR-7... número de série 6860. Eu comprei ele novo em 1970." Adicionalmente, DR-7 com número de série de quatro dígitos estampado em tinta e um traste zero sugere fortemente uma data de construção muito antiga.
Alguns dos números de série dos primeiros violões Sigma dos anos 70 começavam com um 7, sugerindo o ano 197* de construção (por exemplo 75XXXXXX possivelmente indica que o instrumento foi fabricado em 1975). É largamente assumido pelos donos e historiadores da Sigma que isso é correto, apesar de a C.F. Martin não poder ou não querer confirmar.
Violões "Sigma-Martin USA" fabricados em 1981 e 1982 possuíam números de série de 900,001 a 902,908. Esses instrumentos eram produzidos usando partes importadas feitas e às vezes parcialmente montadas, Construídas ou completadas na fábrica da C.F. Martin, em Nazareth, Pa, junto com a linha de produção regular da Martin .
Números de série de violões Sigma fabricados na Coréia e Taiwan possivelmente não fazem nenhum sentido, apesar de, novamente, alguns parecerem indicar o ano de fabricação (por exemplo 81XXXXXX). Como sabemos que esses instrumentos foram fabricados a partir de 1984 até 2007 nesses dois países, é seguro assumir que um número de série iniciado por 81XXXXXX não foi fabricado em 1981.
Em 1980 as etiquetas de papel foram descontinuadas, e o esteio traseiro interno era "marcado" com as informações. Com a transferência da produção para a Coréia em 1984 as etiquetas de papel, desta vez com uma borda decorada, foram restabelecidas, apesar de alguns modelos iniciais de 1984 ainda terem mantido a estampa no esteio traseiro interno.
A Sigma identificou os violões Dreadnought e Grand Concert como "Segunda Geração" quando o design do headstock mudou para utilizar um decalque dourado apresentando "Sigma Guitars" em manuscrito com "Est. 1970" abaixo em uma fonte menor e retangular, na forma do decalque familiar da Martin. Isso pode ter sido já em 1976.
re: Meu primeiro Sigma, um DM12-5, que eu comprei novo em 1977 (ainda tenho o recibo) possuía esta segunda geração do decalque do logo "estilo Martin". Como era uma loja pequena local, o instrumento pode ter ficado ali por um bom tempo antes que eu o adquirisse. Enquanto eu não posso estar absolutamente certo do ano de fabricação, é certamente de 1977 ou anterior a 1977.
Modelos de alto desempenho como o D-10 Anniversary possuem o logo da "Segunda Geração" no headstock em madrepérola.
Violões fabricados em Taiwan possuem um decalque diferente no headstock: "Sigma Guitars" no topo com uma versão em miniatura do logo "C.F. Martin & Co." embaixo. Alguns desses violões também possuem "Est 1970" ao invés de “C.F. Martin & Co.”, mas com uma fonte rectangular um pouco diferente (mais gorda/larga) dos instrumentos originais da 2ª geração. As etiquetas de papel para identificação de modelo /número de série haviam mudado novamente, desta vez com uma borda decorada e a palavra "Sigma" ou "Sigma Guitars" em tinta dourada.
A dúvida quanto aos violões Sigma serem feitos em madeira sólida ou laminada tem sido um misto de controvérsias e confusão por muitos anos até agora. É de se entender que, como o departamento de atendimento ao consumidor da Martin agora responde às dúvidas individuais declarando que "todos" Sigma possuem laterais e fundos laminados com tampo sólido, enquanto os catálogos da Sigma do começo dos anos 70 listam as laterais e fundos como madeira sólida .

Para complicar ainda mais, nos anos 70 a Sigma produziu uma linha de violões claramente identificadas pela Martin, na época, apresentando laterais e fundo laminados: modelos com número iniciando por 52S, tais como 52SDM-5, 52SDR-7 e 52SGCS-7.
A resposta para essa questão "Os violões Sgima são feitos de madeira sólida ou laminada?" é melhor respondida "Depende do ano e do modelo." É mais seguro afirmar que o Sigma em suas mãos é feito de laterais e fundo laminados, no entanto, também foi dito que alguns dos primeiros Sigma eram feitos completamente de madeiras sólidas.
Os últimos violões Sigma da primeira geração e a segunda são claramente feitos de madeira laminada nas laterais e fundo, com a exceção de vários modelos de Edição Limitada, como o violão D-10 Anniversary.
Outros instrumentos Sigma incluem bandolins, banjos, baixos acústicos e elétricos, e guitarras elétricas sólidas e acústicas. Algumas guitarras elétricas sólidas foram feitas pela Tokai Guitars Company, LTD.[carece de fontes?]
Depois que os instrumentos musicais Sigma foram produzidos no Japão, Coréia, e Taiwan, eles eram enviados à Martin & Co. em Nazareth, Pennsylvania, para inspeção e ajustes por funcionários da Martin, antes de serem distribuídos às lojas autorizadas para venda ao público. Essas inspeções e ajustes eram feitas no "velho" edifício da Martin em North St. (c1865), na época conhecido como a casa de importação.
O DR-28 era fabricado no Japão, Coréia e Taiwan enquanto o SDR-28 e o SDR-28H parecem terem sido fabricados apenas na Coréia e Taiwan, começando no início de 1984. O DR-28 possuía tampo em Spruce sólido com laterais e fundo em Rosewood laminado, enquanto o SDR-28 e o SDR-28H eram feitos com tampo em Spruce sólido e laterais e fundo em Rosewood sólido. Os SDR-28 "C series" eram fabricados com tampo em spruce sólido e laterais e fundo em rosewood sólido. Até o momento, eu não tenho informações sobre as séries A ou B dos SDR-28.
O DR-28 e os SDR-28 e SDR-28H são clones dos originais Martin D-28 e HD-28 e são instrumentos de alta qualidade.
Foi sugerido que esses instrumentos marcados com SDR foram os precursores, ou programa piloto para o que se tornou hoje a linha interna da própria C.F. Martin, de menor custo, série "X" de violões laminados.
A Sigma também fez um modelo DR-28SC fabricado no Japão e um modelo SDR-28SC fabricado na Coréia. SC significa Sunburst Color.
Em 2011 a companhia alemã "AMI Musical Instruments GmbH" lançou o nome Sigma Guitars novamente. Esses instrumentos são agrora fabricados na China. Pouco se sabe sobre esses instrumentos até o momento.

## Características básicas sobre os violões Sigma fabricados no Japão
De 1970 a aproximadamente 1975:
Ponte ajustável em todos os modelos Dreadnought (exceto o DJ-7) e GCS (Grand Concert Series), mas isto também é uma inconsistência pois nem todos possuíam ponte ajustável.
O headstock tem um formato único que diferencia do design do head traditional da Martin pois ele é mais quadrado do que afilado, como os mais recentes modelos da 2ª geração.
Logo original do headstock Sigma com o símbolo grego Σ em cima.
Tensor ajustável através do headstock.
Os DR do primeiro ano, 1970, possuem um traste zero tal qual alguns modelos de 12 cordas tinham até aproximadamente 1973 ou 1975 (DM12-5).
De aproximadamente 1976 a 1983:
Ponte não ajustável, comumente apresentando um par de tampas de parafusos peroladas.
Headstock estilo Martin (afilado)
Decalque "estilo Martin" no head apresentando "Sigma Guitars" em escrita com "Est. 1970" embaixo em uma fonte menor e retangular.
No começo dos anos 80, alguns intrumentos especiais, como os modelos D-10 Anniversary, e o DR-28H, possuem um logo pérola/perolado incrustado. A escrita "Est. 1970" é sublinhada nesses casos.
Barra do tensor ajustável acessível pelo headstock de 1970 até 1979. O ajuste de tensor é feito pela boca do instrumento a partir de 1980.
De aproximadamente 1980 até 1984, com poucas exceções, estampas no esteio traseiro, ou "marcas" eram utilizadas ao invés de etiquetas de papel.
Tarraxas
Houve apenas alguns modelos de tarraxas utilizadas durante esses anos. Todas eram básicas e baratas. Há três formatos diferentes de botões nessas tarraxas. Oval nos modelos mais antigos, um modelo mais quadrado estilo Schaller nos anos intermediários, e um formato "chave de abóbada" nas versões mais recentes.
os modelos de 6 cordas mais baratos, como a série DM em mogno, possuíam tarraxas "econômicas" abertas, 3 em uma placa, não ajustáveis nos primeiros anos. Os mais recentes eram individuais, mas pareciam exatamente as mesmas pela frente.
Os modelos de 12 cordas possuíam 6 tarraxas em uma placa (não ajustáveis/econômicas).
Modelos superiores, como a série DR em rosewood, possuiam as mesmas tarraxas, apenas apresentando capas cromadas sobre elas. Elas eram todas não ajustáveis e presas no lugar por dois parafusos opostos (cantos) na traseira do headstock e ainda são disponíveis hoje em dia.
Os modelos de 12 cordas das séries rosewood mais antigas (antes de 1975) possuíam 6 tarraxas em uma placa, não ajustáveis, blindadas estilo Kluson . Versões seguintes (aproximadamente a partir de 1976) eram individuais, não ajustáveis, como os modelos de 6 cordas (relação 14:1) .
A maioria dos modelos superiores de instrumentos de 6 cordas de 1981-1983 possuíam tarraxas blindadas ajustáveis, mas os modelos de 12 cordas continuaram com as tarraxas blindadas (não ajustáveis) "econômicas" (relação 14:1). Outros modelos continuaram utilizando as tarraxas mais baratas.
As primeiras tarraxas blindadas, talvez já de 1972, possuíam um corpo moldado de 6 lados e sem marca estampada (relação 11:1), enquanto havia outras depois que lembravam mais os modelos Schaller (parafuso para dentro) , ou Grover (parafuso abaixo mas sem o familiar knob crescente) . Poucas dessas tarraxas blindadas possuíam marca estampada, enquanto algumas nos anos seguintes apresentavam "Sigma" estampado na traseira.

## Modelos feitos no Japão

### 1970 a aproximadamente 1975[5]
CS-6 Violão clássico. Marchetaria em mosaico na boca. Ponte em rosewood. Tampo em spruce. Laterais e fundo em bubinga. Braço em mogno. Escala em rosewood. Botões perolados nas tarraxas.
CR-7 Violão clássico. Marchetaria em mosaico na boca. Laterais e fundo em rosewood. Tampo feito em um refinado spruce selecionado. Headstock abaulado. Braço em mognopadrão oval-reto. Frisos no tampo e fundo em preto e branco. Acabamento em verniz.
DM-5 Dreadnought. Tampo em spruce sólido. Laterais e fundo em mogno com frisos em três camadas preto/branco/preto. Braço em nato. Escala em rosewood. Trastes em níquel/prata. Ponte em rosewood ajustável. Tensor ajustável através do headstock de 1970 a 1979. Headstock sem frisos. Tarraxas abertas em linha nos modelos mais antigos. Tarraxas blindadas "econômicas" nos modelos mais recentes. Acabamento em alto brilho.
DR-7 Dreadnought. Tampo em spruce sólido. Laterais e fundo em rosewood combinado. Laterais e fundo com frisos em três camadas branco/preto/branco. Revestimento em rosewood no headstock. Friso branco no headstock. Tensor ajustável através do headstock de 1970 a 1979. Ponte e escala em rosewood. Ponte ajustável nos modelos mais antigos. Marcação pérola/perolada na escala. Tarraxas cromadas blindadas (relação 11:1). O primeiro ano é conhecido por apresentar um traste zero. Acabamento em verniz de alto brilho.
52SDR-9 Dreadnought (c1972). Tampo em spruce sólido. laterais em rosewood laminado combinado, e fundo em 3 peças estilo o D-35, mas com uma faixa de rosewood em contraste no meio. Laterais e fundo possuem frisos em três camadas branco/preto/branco. Revestimento em rosewood no headstock da 1ª geração (Sigma com logo S). Headstock e escala com uma camada de friso branco. Tensor ajustável através do headstock. Escala em rosewood. Ponte em rosewood, não ajustável. Marcação pérola em folha de maple dupla (floco de neve?) na escala. Tarraxas blindadas cromadas (relação 11:1). Acabamento em verniz de alto brilho.
DJ-7 Dreadnought. Tampo em spruce sólido. Laterais em jacarandá brasileiro. Fundo em 3 peças de jacarandá combinadas com marchetaria. Headstock com friso branco. Escala em ébano. Marcação em madrepérola na escala. Ponte em ébano fixa. Braço em nato. Tensor ajustável. Frisos branco/preto/branco. Acabamento em verniz acetinado.
DM12-5 Dreadnought de 12 cordas. Tampo em spruce sólido. Laterais e fundo em mogno. Frisos em três camadas preto/branco/preto nas laterais e fundo. Ponte e escala em rosewood, Alguns possuiam uma ponte "ébonizada" (escurecida). Escala e headstock sem frisos. Marcação em bolinhas pérola/peroladas. Tarraxas abertas, 6 em uma placa. Tarraxas blindadas "econômicas" nos exemplares mais recentes. Ponte em rosewood ajustável até aproximadamente 1975, nao ajustável depois. Tensor ajustável. Modelos mais antigos possuiam um traste zero.
DM12-7 Dreadnought de 12 cordas. Tampo em spruce sólido. Laterais e fundo em rosewood. Frisos em três camadas branco/preto/branco nas laterais e fundo. Ponte e escala "ébonizada" em alguns exemplares, rosewood natural nos outros. Headstock e escala com friso branco. Marcação em bolinhas pérola/peroladas. Ponte em rosewood ajustável até aproximadamente 1975, não ajustável depois. Tensor ajustável. Tarraxas blindadas "econômicas". Modelos mais antigos possuíam um traste zero. Acabamento em alto brilho.
GCS-6 Grand Concert. Tampo em spruce sólido. Laterais e fundo em mogno com frisos em três camadas preto/branco/preto. Braço em mogno. Ponte em rosewood ajustável. Headstock com friso branco. Escala em rosewood. Tensor ajustável.
GCS-7 Grand Concert. Tampo em spruce sólido. Laterais e fundo em rosewood. Frisos em três camadas branco/preto/branco nas laterais e fundo. Escala em rosewood. Ponte em rosewood ajustável. Headstock com friso branco. Tensor ajustável. Acabamento em verniz de alto brilho.

### Modelos adicionais Aproximadamente 1975 a 1978
Alguns desses violões ainda possuiam o logo antigo no headstock, ao invés do logo estilo Martin da "Segunda Geração Sigma" que começou em aproximadamente 1976.
DT-22 Dreadnought. Tampo em spruce. Laterais e fundo em maple tigrado. Headstock estilo Martin com veneer em maple. Frisos tortoise shell ao redor das laterais e fundo. Escudo preto. Ponte fixa possuia marcações em formato de diamante. Escala com marcação em floco de neve e diamante. Marcação pérola entre os trastes 19 e 20 (inscrição não descrita no catálogo).
DR-7S Dreadnought sunburst. Headstock estilo Martin com friso branco. Tampo em spruce. Laterais e fundo em rosewood. Ponte fixa em rosewood. Tensor ajustável.
DM-5S Dreadnought sunburst. Headstock estilo Martin sem friso. Tampo em spruce. Laterais e fundo em mogno. Ponte fixa em rosewood. Tensor ajustável.
GCS-4 Grand Concert. Headstock estilo Martin com friso branco. Tampo em spruce. Laterais e fundo em mogno. Ponte fixa em rosewood. Tensor ajustável.
CS-4 violão clássico. Tampo em spruce. Laterais e fundo em mogno. Braço em mogno. Escala e ponte em rosewood.
A Sigma produziu numerosos modelos "DR-*" de meados dos anos 70 até 1984: DR-8; DR-9; DR-11; DR-14; DR-15; DR-28; DR-28S; SDR-28; DR-35; DR-41; e DR-45. O raríssimo DR-14 costuma ser confundido com o DR-41, mas era um modelo diferente, ele possuía o fundo em 3 peças, e a marcação do braço também era diferente. Esses modelos raros eram fabricados no Japão e importados e garantidos pela Levin na Suécia, e custava mais do que e custava mais do que o top de linha DR-41 na época. Eles possuiam uma etiqueta de papel e as incrustações "Sigma Guitars" e "est 1970" no headstock em abalone. Existe um DR-14 exposto no Museu Sigma em Munique, Alemanha.
Durante este período, a Sigma também produziu uma linha de violões com números de modelos iniciando com 52S: 52SDM-5, 52SDR-7 e 52SGCS-7. Violões 52S possuiam laterais e fundo laminados, e tampo sólido.

## Modelos especiais e não usuais
De 1980 até 1984, antes da fabricação ter sido movida para a Coréia, a Sigma produziu diversos modelos que incluíam captação elétrica: SE-18; SE-19; SE-28; SEMC-28 (com fundo arqueado); e SE-36. Esses modelos possuíam saddles com cada corda individualmente compensada, oferecendo entonação soberba. Esses modelos foram produzidos em quantidades muito limitadas.
No começo dos anos 80 a Martin importou violões Sigma parcialmente montados do Japão e a montagem era finalizada em Nazareth, Pensilvânia. Havia dois modelos, etiquetados 'Sigma Martin USA DR-28N' e 'DR-35N', A letra "N" era de Nazareth. Um catálogo da Martin apresenta o DR-28N pelo preço de US$ 600.00 e o DR- 35N por US$ 650.00. O DR-35N possuía laterais e fundo em rosewood laminado e Tampo em spruce sólido. O DR-28N possuía fundo em duas peças e o DR-35N tinha fundo em três peças (como o modelo D-35 da Martin). O DR-35N possuía detalhes adicionais na escala. O catálogo original da fábrica também declarava que os componentes eram processados e acabados na mesma linha de produção dos instrumentos Martin. O Headstock apresenta 'Sigma Martin USA' e dentro do corpo há 'Made in USA' com o endereço da Martin, etc. Alguns consideram o DR-35N como o protótipo da linha mais barata de violões laminados Shenandoah da Martin. Como esses modelos possuíam números de série a partir de 900,001 a 902,908, aparenta que quase 3000 violões Sigma Martin USA foram fabricados.
Em 1980 a Sigma produziu 100 violões D-10 Anniversary para comemorar os 10 anos de produção da Sigma no Japão. O D-10 possuía laterais e fundo em mogno sólido, tampo em spruce sólido selecionado, escala em rosewood com marcação em diamantes e quadrados, faixa em madrepérola apresentando "Anniversary" entre o 19º e o 20º trastes, escudo e frisos em tortoiseshell, e tarraxas precisas.